# Michael Biedermann (Poolbillardspieler)
Michael Biedermann (* 4. Mai 1979) ist ein liechtensteinischer Poolbillardspieler.

## Karriere
2010 erreichte Michael Biedermann bei der Liechtensteinischen Meisterschaft den zweiten Platz im 14/1 endlos und wurde Dritter im 10-Ball sowie Zweiter in der Gesamtwertung. Ein Jahr später wurde er im 8-Ball und im 10-Ball Zweiter und kam in der Gesamtwertung auf den dritten Platz. 2012 wurde Biedermann durch einen Finalsieg gegen Alessandro Banzer Liechtensteinischer Meister im 8-Ball. Zudem belegte er den zweiten Platz im 14/1 endlos sowie im 10-Ball und den ersten Platz in der Gesamtwertung.
Bei der Liechtensteinischen Meisterschaft 2013 gewann er die Wettbewerbe im 10-Ball sowie im 14/1 endlos und erreichte den zweiten Platz im 8-Ball sowie in der Gesamtwertung. Ein Jahr später wurde er Zweiter im 8-Ball sowie Dritter im 9-Ball und im 10-Ball. 2015 gewann er erneut die Silbermedaille im 8-Ball.
Mit dem BC Schaan spielt Biedermann in Österreich in der Regionalliga.
Biedermann ist derzeit Kassier des liechtensteinischen Billardverbands.